# Naurath (Eifel)

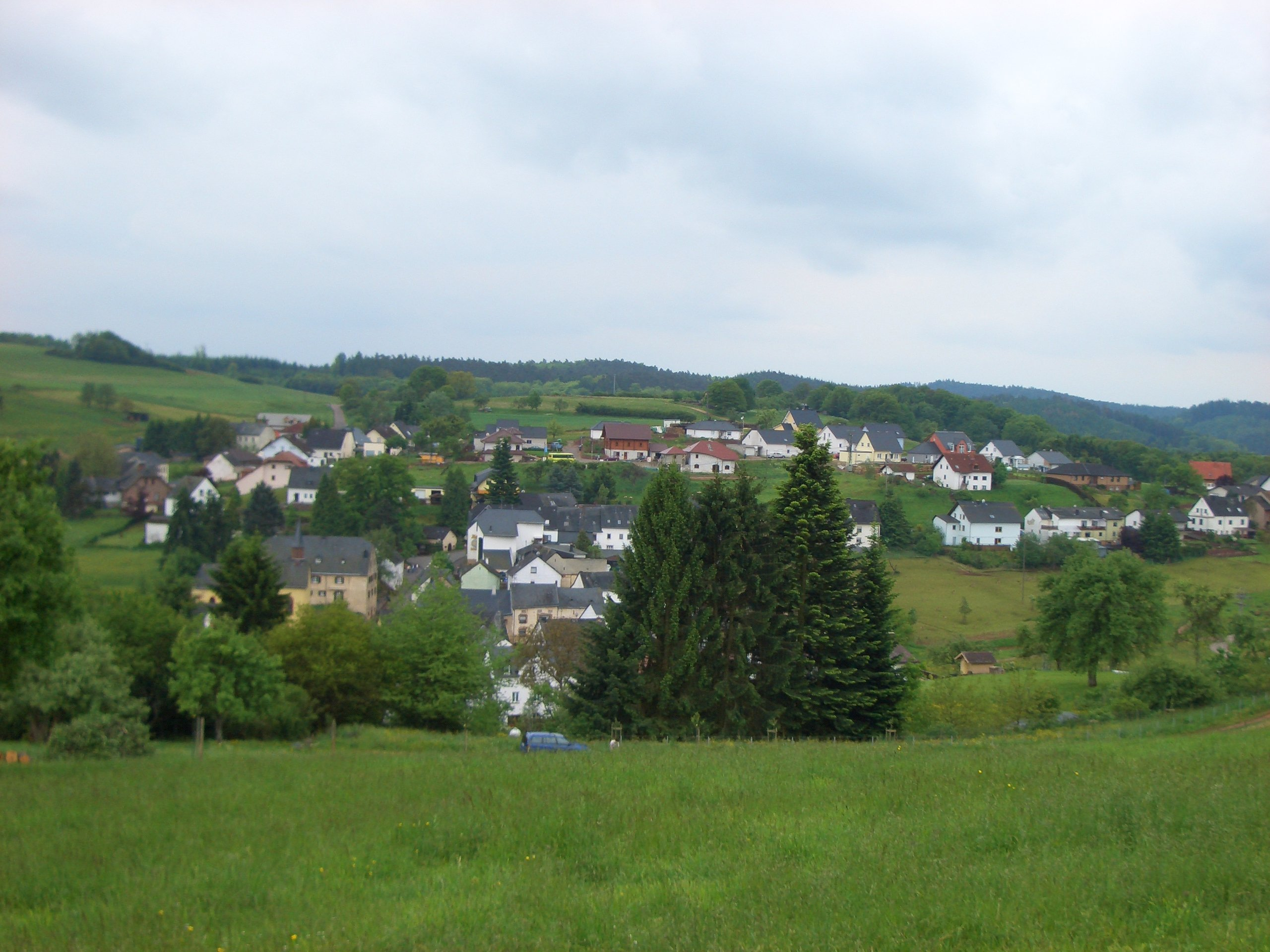
Naurath

Naurath is een plaats in de Duitse deelstaat Rijnland-Palts, en maakt deel uit van de Landkreis Trier-Saarburg.
Naurath telt 352 inwoners.

## Bestuur
De plaats is een Ortsgemeinde en maakt deel uit van de Verbandsgemeinde Schweich an der Römischen Weinstraße.